# Horní Lhotice

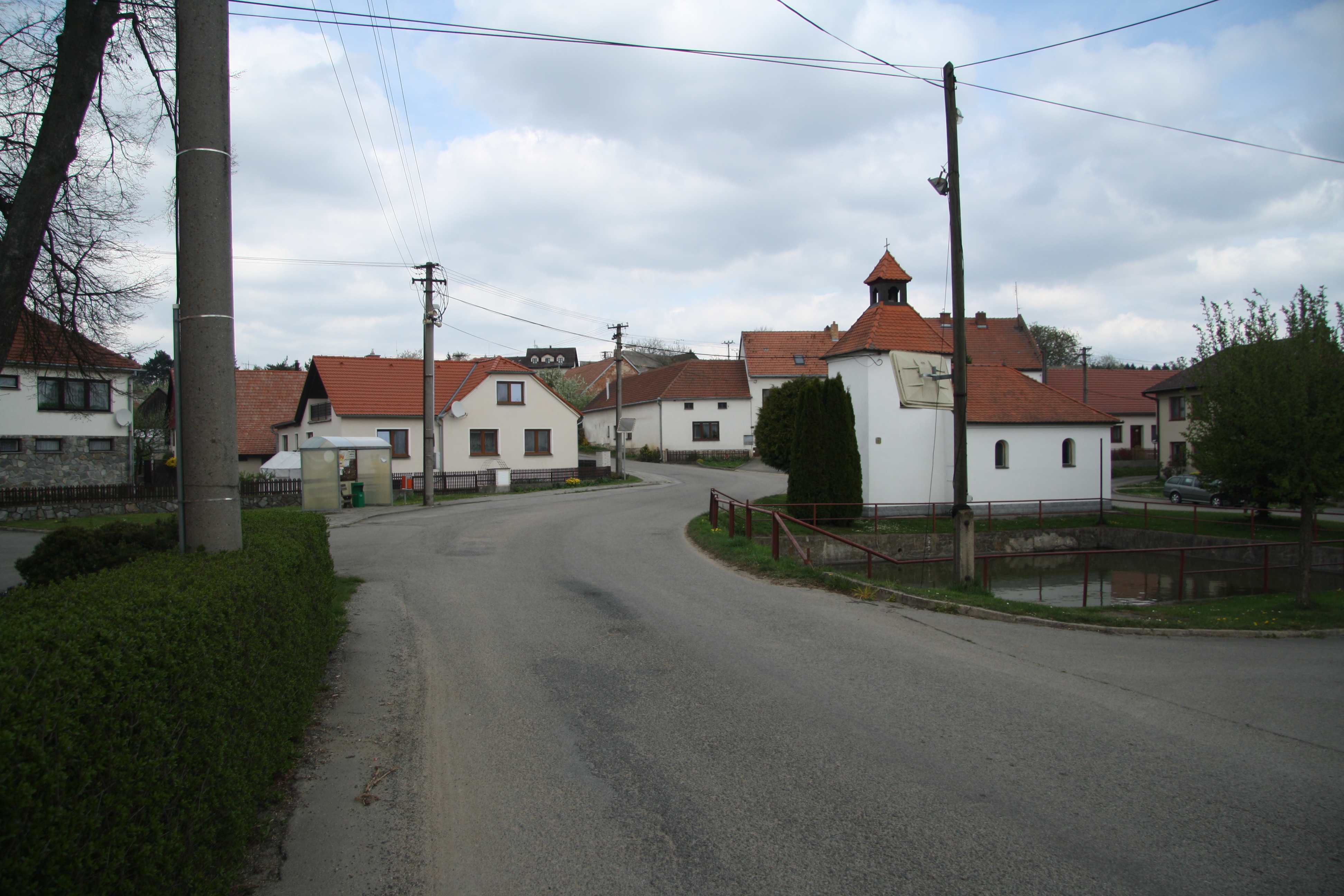
Ortszentrum

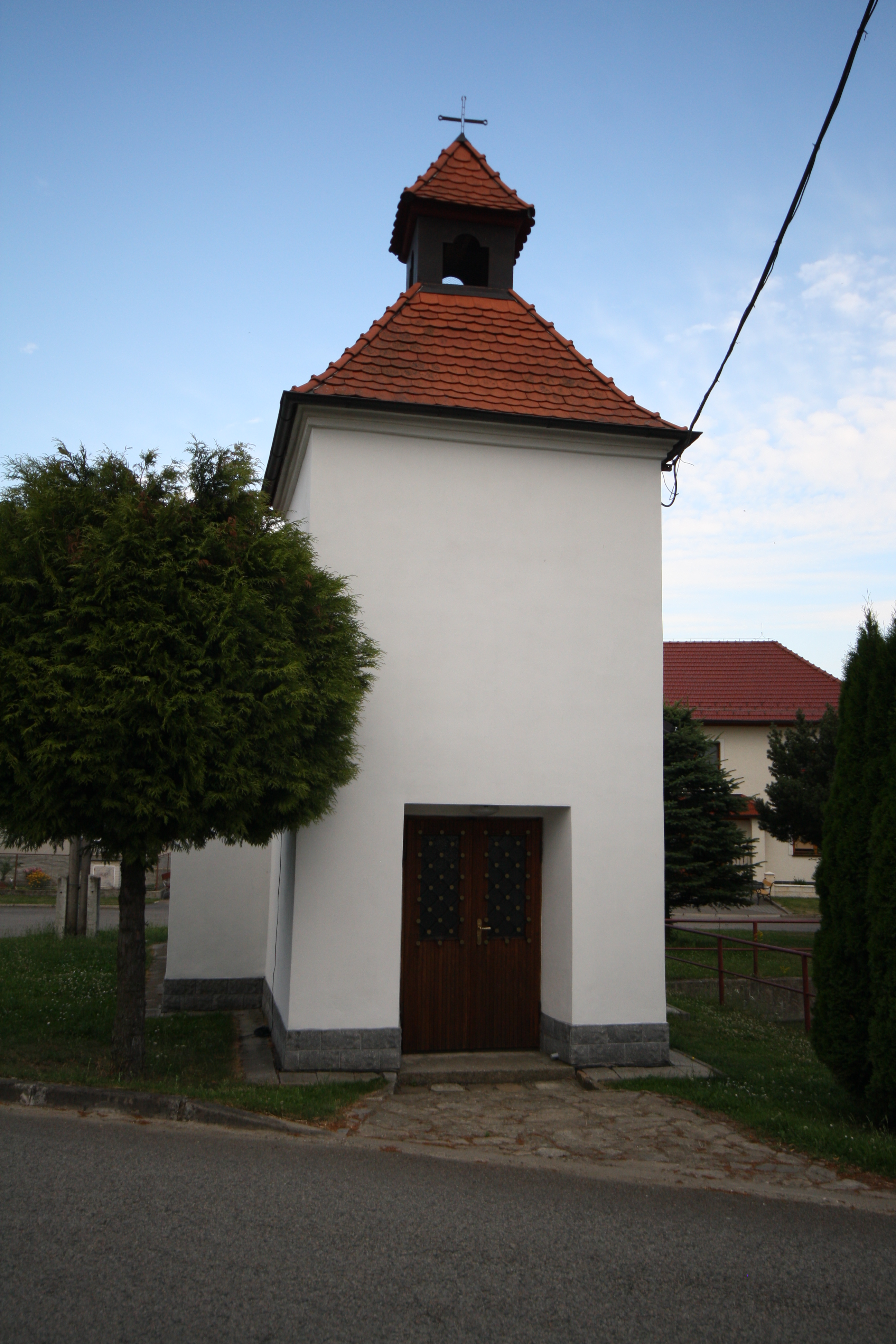
Kapelle der hl. Geistes

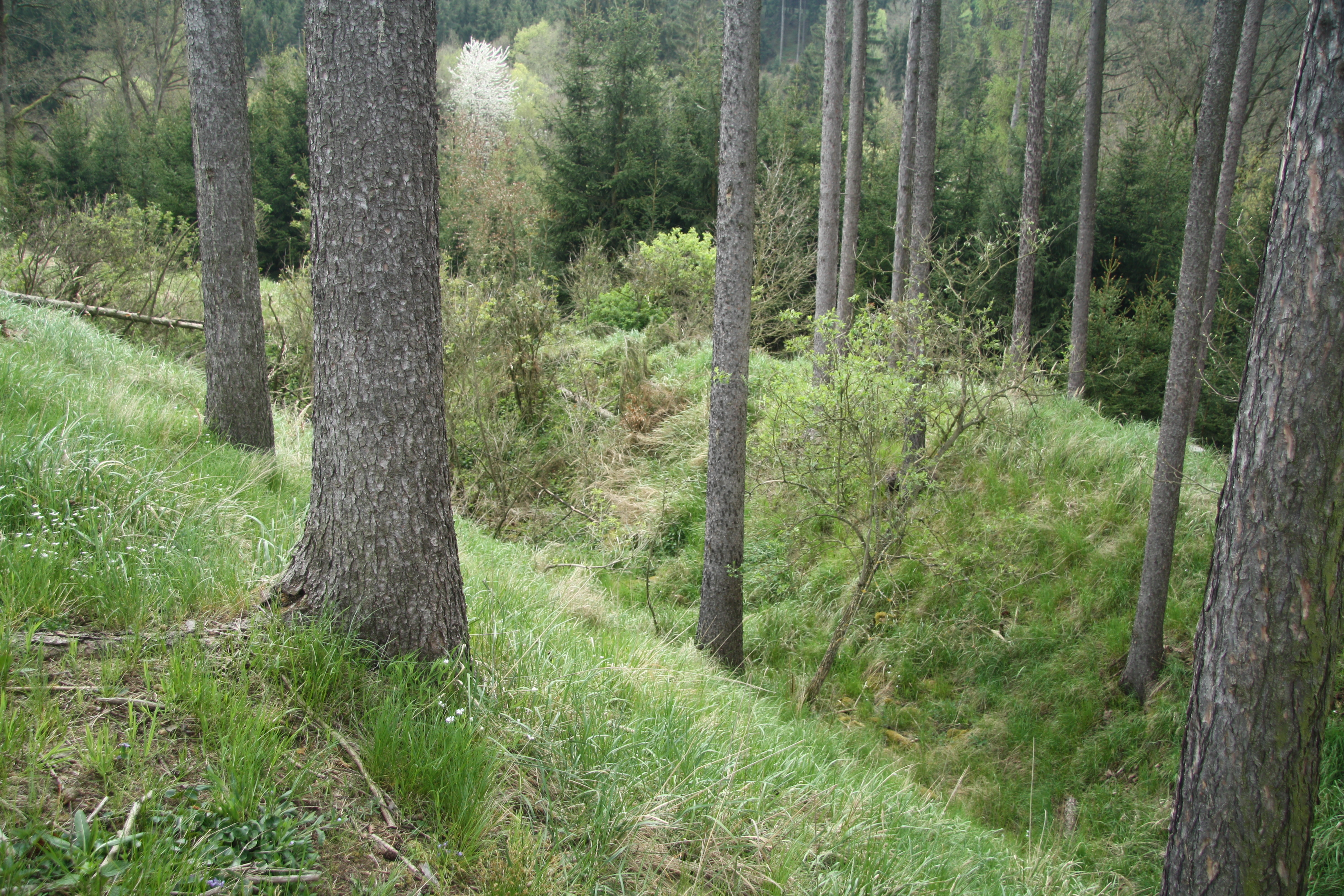
Graben der wüsten Burg Horní hradek

Horní Lhotice, bis 1960 Lhotice (deutsch Lhotitz, 1939–45 Elhotitz) ist ein Ortsteil der Gemeinde Kralice nad Oslavou in Tschechien. Er liegt fünf Kilometer östlich von Náměšť nad Oslavou und gehört zum Okres Třebíč.

## Geographie
Horní Lhotice befindet sich in den Ausläufern der Křižanovská vrchovina (Krischanauer Bergland) im Süden der Böhmisch-Mährischen Höhe. Das von ausgedehnten Wäldern umgebene Dorf liegt auf einer Hochfläche zwischen den Tälern der Bäche Jinošovský potok und Chvojnice. Nordöstlich liegt der Stausee Chvojnice, auch Stausee Kralice genannt, gegen Westen der Teich Práchovna.
Nachbarorte sind Hluboké im Norden, Horní Mlýn, Újezd u Rosic und Březina im Nordosten, Lesní Jakubov im Osten, Rapotice und Sudice im Südosten, Spálený Mlýn, Olšinský Mlýn und Březník im Süden, Kralice nad Oslavou im Südwesten, Náměšť nad Oslavou im Westen sowie Otradice und Jinošov im Nordwesten.

## Geschichte
Die erste schriftliche Erwähnung von Lhotice erfolgte 1104 in der Gründungsurkunde des Benediktinerklosters Třebíč. Im 13. und 14. Jahrhundert bestanden auf einem von der Chvojnice umflossenen Sporn zwei mittelalterliche Burgen, zu deren Geschichte nichts überliefert ist. Dolní hrádek wird als der Sitz der Herren von Lhotice angesehen und in der zweiten Hälfte des 14. Jahrhunderts aufgegeben. Die jüngere Burg Horní hradek war vermutlich Sitz der Herren von Jakubov, später der Schellenberg von Jakubov und erlosch zu Beginn des 15. Jahrhunderts. Seit 1378 ist Lhotice in der Brünner Landtafel als Besitz des Vladikengeschlechts Kralický von Kralice nachweislich; in dem Jahre verschrieb Ingram von Kralitz seiner Frau Elisabeth den Freihof in Lhotice. Nach dem Tode ihres Mannes schenkte Elisabeth 1385 ihr Wittum auf Lhotice und Jinošov ihrem Bruder Ulrich von Lewenau und Znata Hecht von Rossitz. Im Jahr darauf verglich sich die Witwe mit dem Erben Niklas von Kralitz wegen des Besitzes in Lhotice und Jinošov; die Feste und den Hof Jinošov veräußerte sie an Přiznak von Lipultice. Im Jahre 1573 verkaufte Heinrich von Kralitz seinen Familienstammsitz – die Feste Kralice mit den Dörfern Kralice, Lhotice und Jakubov sowie die wüste Burg Kraví Hora mit einem Teil von Kuroslepy an den Besitzer der Herrschaft Namiest, Johann den Älteren von Zierotin.
Im Jahre 1837 bestand das im Znaimer Kreis gelegene Dorf Lhotitz bzw. Lhotice aus 22 Häusern, in denen 168 Personen lebten. Pfarrort war Jeneschau. Bis zur Mitte des 19. Jahrhunderts blieb Lhotitz der Fideikommissgrafschaft Namiest untertänig.
Nach der Aufhebung der Patrimonialherrschaften bildete Lhotice / Lhotitz ab 1849 einen Ortsteil der Gemeinde Králice im Gerichtsbezirk Namiest. Ab 1869 gehörte Lhotice zum Bezirk Trebitsch. Zu dieser Zeit hatte das Dorf 188 Einwohner und bestand aus 24 Häusern. 1879 lösten sich Lhotice und Jakubov von Králice los und bildeten die Gemeinde Lhotice. Im Jahre 1900 lebten in Lhotice 172 Personen; 1910 waren es 167. 1907 bildete Jakubov eine eigene Gemeinde. Beim Zensus von 1921 lebten in den 35 Häusern der Gemeinde 165 Personen, davon 161 Tschechen. Im Jahre 1930 bestand Lhotice aus 36 Häusern und hatte 159 Einwohner. 1933 erfolgte der Bau der Straße von Kralice nach Lhotice. Zwischen 1939 und 1945 gehörte Lhotice / Elhotitz zum Protektorat Böhmen und Mähren. 1948 wurde die Gemeinde dem Okres Velká Bíteš zugeordnet. Im Jahre 1950 hatte Lhotice 137 Einwohner. Im Zuge der Gebietsreform und der Aufhebung des Okres Velká Bíteš wurde die Gemeinde am 1. Juli 1960 dem Okres Třebíč zugewiesen; zur Unterscheidung von einem weiteren Lhotice im gleichen Bezirk wurde der Gemeindename in Horní Lhotice geändert. 1961 erfolgte die Eingemeindung nach Kralice nad Oslavou. Beim Zensus von 2001 lebten in den 40 Häusern von Horní Lhotice 108 Personen.

## Gemeindegliederung
Der Ortsteil Horní Lhotice bildet einen Katastralbezirk.

## Sehenswürdigkeiten
- Kapelle zum Hl. Geist, erbaut 1723. 1934 wurde sie umgestaltet.
- Reste der Burgen Horní hrádek und Dolní hrádek, rechtsseitig der Chvojnice zwischen Horní Lhotice und Lesní Jakubov. Erhalten sind Wälle und Gräben.[4] Bei archäologischen Untersuchungen durch Josef Unger und Pavel Koštuřík wurde in den 1960er Jahren ein Teil der Burgmauer von Dolní hrádek freigelegt. Dabei kam die Vermutung auf, dass die Anlage möglicherweise unvollendet blieb.